# 디브야커

Divjakë-Karavasta National Park의 파노라마 사진

디브야커(알바니아어: Divjakë)는 알바니아 피에르 주의 지방자치체의 이름이자 그 안의 코뮌의 이름이다. 디브야커 지방자치체는 Grabian, Gradishtë, Remas, Tërbuf, 디브야커 코뮌로 구성되어 있으며 디브야케 코뮌이 정부 소재지이다. 알바니아 통계청이 2011년 인구조사를 바탕으로 추산한 바에 따르면 디브야커 코뮌에는 8,445명이 거주하고 있으며 디브야커 지방자치체에는 34,254명이 거주하고 있다.

## 지리
디브야커는 아드리아해 연안, Myzeqe 평원 근처에 위치해 있다. 디브야커 지방자치체의 면적은 309.58 km2이다.

## 인구
2011년 알바니아 인구 조사에 따르면, 디브야커 주민의 84.16%가 알바니아인이었다. 아로마니아인은 2.12%가 자신을 블라흐인, 즉 아로마니아인이라고 답변하면서 두 번째로 큰 민족 공동체를 형성한다.